# Big Fish Games
Big Fish Games este o companie de jocuri video din Seattle, Washington, Statele Unite ale Americii. În prezent aici sunt angajate aproximativ 500 de persoane. Această companie a fost fondată în anul 2002 de către Paul Thelen.

## Big Fish Studios
Big Fish Studios este un studio de dezvoltatori intern care publică anual o varietate de jocuri prin intermediul jocurilor Big Fish. Multe jocuri utilizează motorul dezvoltat de companie, care acceptă DirectX și OpenGL.